# Sephisa
A Sephisa a rovarok (Insecta) osztályának a lepkék (Lepidoptera) rendjéhez, ezen belül a tarkalepkefélék (Nymphalidae) családjához tartozó Apaturinae alcsalád egyik neme.

## Rendszerezés
A nembe az alábbi 4 faj tartozik:
- Sephisa chandra
- Sephisa daimio
- Sephisa dichroa
- Sephisa princeps